# Trận Long Khánh
Trận Long Khánh (6–7 tháng 6 năm 1971) là một trận chiến trong Chiến tranh Việt Nam giữa Lực lượng đặc nhiệm số 1 của Úc và Mặt trận Dân tộc Giải phóng miền Nam Việt Nam cùng Quân đội Nhân dân Việt Nam. Còn có tên mật danh là Chiến dịch Overlord, trận chiến mở màn bằng việc bộ binh Úc từ Tiểu đoàn 3, Trung đoàn Hoàng gia Úc (3 RAR) tấn công một căn cứ của quân cộng sản được củng cố nghiêm ngặt ở tỉnh Long Khánh, với sự hỗ trợ của xe tăng Centurion, binh đoàn đã nghiền nát nhiều boongke và đẩy lùi quân đối phương. Bất chấp sự truy quét của phía Úc, QGP đã chiến đấu hết mình để trì hoãn sức tiến quân của đối phương. Dù hệ thống boongke cùng nhiều hệ thống ở phía nam sau đó bị chiếm, QGP đã gây cho người Úc một số thương vong và bắn hạ một máy bay trực thăng UH-1 Iroquois. Với việc người Úc không thể tập trung đủ sức mạnh chiến đấu để đạt được kết quả quyết định, phần lớn lực lượng Việt Cộng đã rút đi thành công, bất chấp phải chịu tổn thất nặng nề từ cuộc càn quét.

## Bối cảnh
Do kết quả trong chính sách của phe đồng minh tham chiến tại Việt Nam nói chung và việc chính phủ Úc muốn giảm bớt cam kết của mình đối với cuộc chiến, Tiểu đoàn 8 của Úc đã không được thay thế khi kết thúc nhiệm kỳ công tác vào tháng 12 năm 1970. Bên cạnh đó, mặc dù có thiết giáp, pháo binh và không lực đáng kể, Trung đoàn 1 của Úc lại bị cắt giảm chỉ còn hai các tiểu đoàn bộ binh. Tuy nhiên, khu vực hoạt động của Úc vẫn giữ nguyên, điều này khiến cho việc cắt giảm lực lượng đã sinh thêm gánh nặng cho các tiểu đoàn còn lại. Sau nỗ lực bền bỉ của Trung đoàn 1 ở tỉnh Phước Tuy trong khoảng thời gian từ tháng 9 năm 1969 đến tháng 4 năm 1970, phần lớn lực lượng cộng sản ở đây hầu như đã không còn hoạt động, mở ra cơ hội tái chiếm cho quân Úc.
Theo đó, người Úc chuyển trọng tâm, chuyển sự chú ý của họ sang việc chặn đường tiếp tế của Việt Cộng bằng cách phục kích gần các làng mạc và thị trấn như Đất Đỏ và Hoa Long. Mặc dù kế hoạch không phải lúc nào cũng thành công, nhưng các chiến dịch như vậy mang lại kết quả đáng kể và đến cuối năm 1970, số lượng các thành phố lớn mà Quân lực Việt Nam Cộng hòa kiểm soát, bình định ngày càng gia tăng. Tại Phước Tuy, những trận đánh lớn của nhiều năm trước giờ chỉ còn là quá khứ. Tuy nhiên, vào tháng 5 năm 1971, theo yêu cầu của chỉ huy lực lượng đặc nhiệm Úc, Chuẩn tướng Bruce McDonald, vùng kiểm soát của Úc đã được kéo dài thêm 4 km, xuyên qua tỉnh Long Khánh. Một số cuộc tuần tra trinh sát từ Trung đoàn Không quân Đặc biệt (SASR) ở các khu vực lân cận đồn điền cao su Courtenay và phía bên kia của Đường số 2 đã phát hiện sự hiện diện của một lực lượng đáng kể quân cộng sản. Trong quá trình tuần tra đó, họ cũng đã tiêu diệt một vài binh lính cộng sản tại các khu vực này.